# Asamblea Nacional Constituyente de Centro América
La Asamblea Nacional Constituyente de Centro América fue convocada, tras la independencia de Centroamérica y la caída de Imperio de Iturbide, para redactar la Constitución de la República Federal Centroamericana. Se le convocó por medio de elecciones el 29 de marzo de 1823 por Vicente Filísola, Jefe Superior de Guatemala y contó con delegados electos en los demás estados que conformaban las Provincias Unidas del Centro de América; San Salvador, Comayagua, Guatemala, Nicaragua y Costa Rica. Se inauguró el 24 de junio de 1823 en el Salón Mayor de la Universidad de San Carlos, en la ciudad de Guatemala y el 1 de julio proclama a Centroamérica soberana e independiente de España y México. El 2 de julio se declara Asamblea Constituyente y sobre la cual reside la soberanía del nuevo país. 
Costa Rica también fue invitada a participar en la misma, pero su presencia fue más tardía pues solicitó una serie de condiciones antes de enviar delegados, como la salida de tropas mexicanas de Guatemala. Sería hasta el 8 de octubre que el Congreso Provincial de Costa Rica aprobó la anexión a la República Federal y sus representantes en la Asamblea tomaron asiento en marzo de 1824. 
En su interior se dieron intensos debates entre liberales y conservadores, así como sobre el modelo de gobierno a seguir, si unitario o federal. Los liberales favorecían este último mientras los conservadores preferían el unitario. Finalmente se impusieron los liberales y el sistema federal se basó en el de Estados Unidos. También durante esta Asamblea se abolió la esclavitud. Su primer presidente fue el sacerdote salvadoreño José Matías Delgado, después fue sustituido por el guatemalteco, también sacerdote Fernando Antonio Dávila.  Esta Asamblea emitió provisionalmente las Bases de Constitución Federal que operaron como constitución temporal, y seguidamente emitió el 22 de noviembre de 1824 la Constitución de la República Federal de Centroamérica que estuvo vigente hasta la disolución de facto la Federación en 1839.

## Organización
En el 29 de marzo, el Jefe Político Superior de la Provincia de Guatemala Vicente Filísola expidió el decreto de convocatoria para la reunión de un Congreso de las provincias centroamericanas de la manera originalmente acordada en la Acta de Independencia del 15 de septiembre de 1821.
Los artículos del acta que hacían relación a la reunión del congreso eran los artículos 2 al 7. El segundo ordenó que se circulen oficios a las provincias por correos extraordinarios para que procedan a elegir diputados suyos y estos concurran a la ciudad de Guatemala a formar el congreso que debía decidir el punto de la independencia general y absoluta y fijar en caso de acordarla, la forma de gobierno y ley fundamental que debía regir; el tercero decretó que para facilitar el nombramiento de diputados, se sirva hacerlos las mismas juntas electorales de provincia creadas para las elecciones de diputados a las Cortes de Cádiz; el cuarto ordenó que el número de diputados sea en proporción de uno por cada 15,000 individuos sin excluir la ciudadanía a los originarios de África; el quinto decretó que las mismas juntas electorales de provincia se sirvan determinar el número de diputados que debían elegir según los últimos censos; el sexto había decretado que se sirvan hacer las elecciones de modo que estén reunidos los diputados en Guatemala para el 1 de marzo de 1822, lo que no se logró hacer por causa de la anexión al Imperio Mexicano; y el séptimo decretó que las autoridades establecidas sigan ejerciendo sus atribuciones con arreglo a la constitución y las leyes hasta que el congreso «determine lo que sea más justo y benéfico».

## Legislación

### Abolición de los tratamientos
En el 23 de julio de 1823, por considerarlos ajenos de un sistema de igualdad legal, decretó: la abolición de los tratamientos de majestad, alteza, excelencia, señoría y demás que se habían usado; las autoridades, corporaciones y empleados públicos no habían de ser denominados con otro título que el que diere la ley; quedó abolida la distinción del don. Además, se decretaron los nombres oficiales del gobierno de la siguiente forma: La misma asamblea como Asamblea Nacional Constituyente, el poder ejecutivo como Supremo Poder Ejecutivo, el tribunal (equivalente al Supremo de justicia que estableció la constitución española) como Alta Corte de Justicia, los tribunales de las audiencias como Cortes Territoriales de Justicia, los ayuntamientos como municipalidades, los prelados diocesanos tendrían el título de Padre unido a la denominación de Arzobispo u Obispo; las denominaciones que habían de quedar iguales eran Cabildos eclesiásticos, Jefes políticos y diputaciones provinciales. Este decreto fue aprobado por el primer triunvirato en el 30 de julio.
En el 21 de agosto decretó: que los magistrados de los tribunales ordinarios de justicia, los individuos de las diputaciones provinciales y de las municipalidades, los abogados, escolares y los porteros de los tribunales y corporaciones expresadas habían de llevar vestido sencillo negro; y quedó abolido el uso e mazas y clarines en los cuerpos que tenían tal distinción.
En el 4 de noviembre, los secretarios de la asamblea emitieron el Orden número 273 que dijo al gobierno: "que en el término perentorio de tres días haga mudar en esta corte las armas imperiales y españolas, sea en casas o banderas militares, y los colores de las escarapelas de los soldados, que deben uniformarse á las que la nación ha adoptado en su pabellón, haciendo extensiva esta orden a la mayor posible brevedad a los demás pueblos de las provincias unidas.

### Títulos
En el 22 de agosto, se le dio el título de Villa a los pueblos de Metapán y Ahuachapán.

### Otra legislación
En el 5 de agosto, para arreglar la fuerza armada y prescribir el régimen militar que por el momento podía adoptarse, decretó: la creación de la plaza de Comandante general de armas en cada una de las provincias, con las atribuciones que designa a los Capitanes generales de provincia la ordenanza española del ejército, y dependientes únicamente del Supremo Poder Ejecutivo por medio del Ministerio de la Guerra y la Junta Consultiva de Guerra, también creada por este decreto; Para auditores de guerra, las provincias se servirán de los jueces letrados de sus capitales; y dispuso que en el caso de guerra, se nombraría un General en jefe del ejército. El decreto fue aprobado en el 9 de agosto.